# ابوصیر (دریاچه مریوط)
ابوصیر (به عربی: أبو صیر) یک محوطه باستانی مصر است. یک شهر ساحلی در ساحل دریاچه مریوط در انتهای غربی دلتای نیل مصر می‌باشد. این شهر در حدود ۴۸ کیلومتری (۳۰ مایل) جنوب غربی اسکندریه واقع شده‌است. در این شهر خرابه‌های یک معبد باستانی و یک مکان شبیه قدیمی از فانوس دریایی اسکندریه قابل مشاهده است.